# توم ونايت (لاعب كرة قدم أمريكية)
توم ونايت (بالإنجليزية: Tom Knight)‏ هو لاعب كرة قدم أمريكية أمريكي، ولد في 29 ديسمبر 1974 في سوميت في الولايات المتحدة.

## وصلات خارجية
- توم ونايت على موقع مرجع كرة القدم المحترفة.كوم (الإنجليزية)